# 白飛び・黒つぶれ

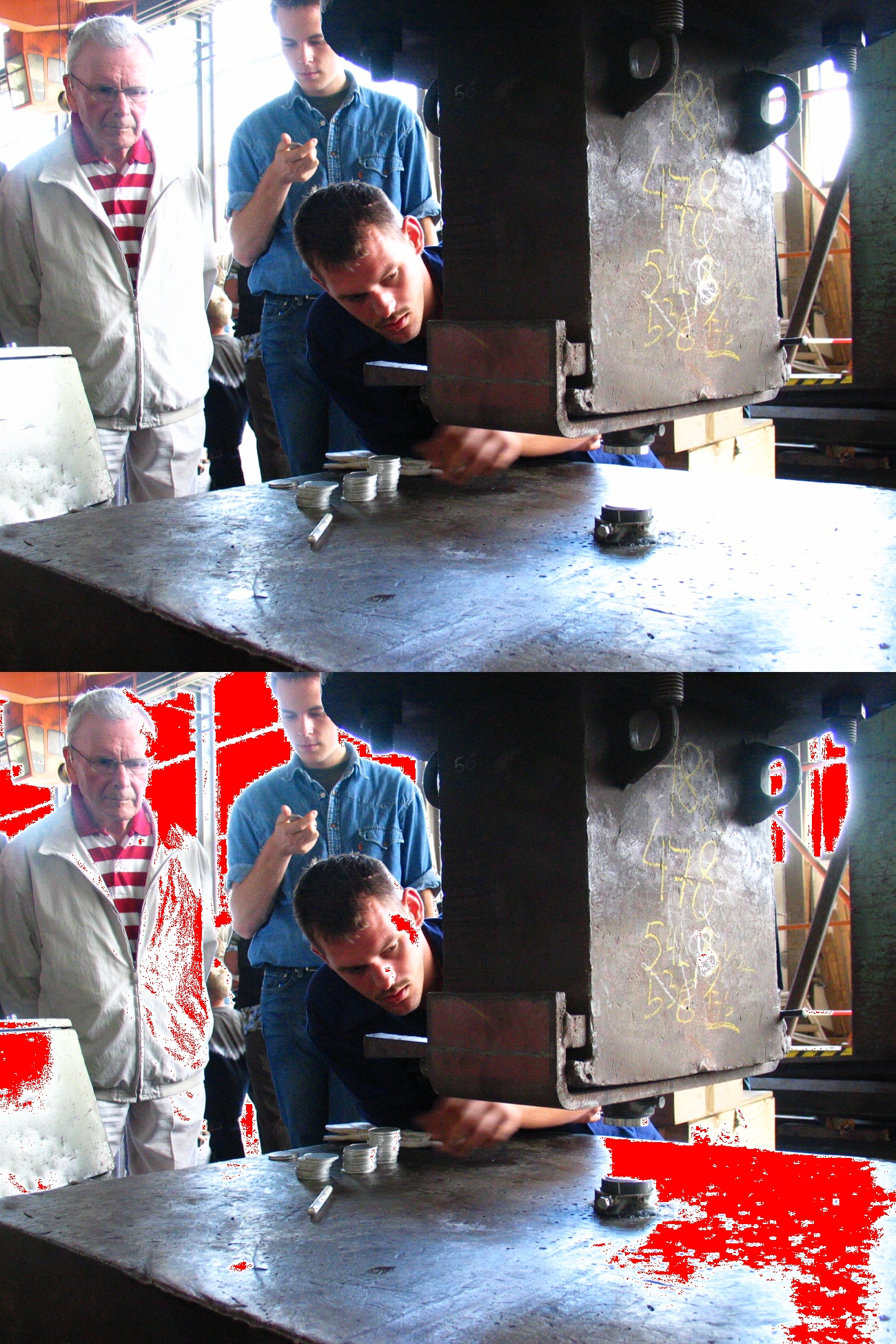
写真の白飛びの例。上がオリジナルの画像で、下が白飛びした部分を赤色で示したもの

白飛び・黒つぶれ（しろとび・くろつぶれ）は、デジタル写真やデジタルビデオにおいて、デジタルで表現できる最小および最大の強度を超えた画像処理の結果として、特定の領域において生じる。これは、画像処理と言う分野における「クリッピング」（信号が飽和してつぶれてしまうこと）の一つの事例である。画像がクリッピングされた領域は、通常、真っ黒（黒つぶれ）または真っ白（白飛び）な領域として表示され、画像の詳細が失われる。画像処理の結果として生じた、白飛び・黒つぶれの分量、あるいは領域の大きさは、見た目として目立ったり、望ましくない印象を与えることがある。
カラーの画像においては、画像のカラーチャネルのいずれかで個別にクリッピングが発生する可能性がある（色つぶれ）。
白飛び・黒つぶれは、画像処理のさまざまな段階で発生する可能性がある。まず、デジタルカメラまたはスキャナーを使用して画像をキャプチャするときに、イメージセンサーで発生する可能性がある。カメラやスキャナーの内部における画像処理、もしくは色空間変換が原因で発生する可能性がある。また、画像編集ソフトを使用した後の画像処理の結果として生ずる可能性もある。RAW画像形式で保存する場合など、RAWデータが利用可能な場合は、デジタルカメラの内部画像処理に起因する白飛び・黒つぶれを部分的または完全に回復できる場合が多い。

## 露出オーバーによるもの
まず初めに、デジタル画像を撮影またはスキャンしたときの不適切な露出の結果として、画像のハイライトの部分に白飛びが発生することがよくある。 露出を増大させると、集光の量やセンサの感度も増大し、結果として空や光源のような最も明るい部分で明るくなりすぎ、つぶれてしまう。
この露出オーバーによる明るい領域のことを「白飛び」と呼ぶ。極端な場合だと、白飛びした部分と白飛びしていない部分の間にクッキリした境界があるようにすら見えることがある。白飛びした部分は通常、完全な白になるが、1つのカラーチャネルのみが飛んだ「色つぶれ」の場合は、空の色が本来よりも緑または黄色くなったりするなど、色が歪んで表現される場合がある。
アナログ写真でも同様の「白飛び」は発生するが、アナログでは「白飛び」した領域は、最大の明るさまで緩やかに湾曲するのが普通で、デジタルのようにいきなり白く飛んだりはしない。この結果、アナログ写真とデジタル写真では、白とびしたハイライトの部分が異なって表示されることになるので、アナログ写真の滑らかなエッジの方がデジタルよりいい感じだと思う人が一部にいる。 
場合によっては多少の白飛びが許容される場合がある。特に、白飛びした部分が主要な被写体の一部ではなく画像の背景にある場合や、鏡面反射によるハイライト（ライトや太陽光が、光沢のあるオブジェクトに反射された部分）のように非常に小さな区画である場合、わざと白飛びさせるテクニックがある。 

## 色域外データのクリッピング
画像を別の色空間に変換するとき、もしその画像に変換対象となる色空間の外にある色が含まれていた場合、一部のカラーチャネルにおいて色つぶれが発生する場合がある。これは「色域外データのクリッピング」（out-of-gamut）と呼ばれる現象である。
この場合に起こる色つぶれは、別のレンダリングインテントを使用して色空間変換を実行することで回避できる。ただし、これによって全体的な彩度が低下し、色がくすんでしまうことがある。全体的な明るさを維持するために、場合によっては特定のチャンネルにおける色つぶれを回避するよりも、色をつぶれさせた方がよい場合もある。 

## デジタルビデオ
デジタルカメラと同様、デジタルビデオでもクリッピングが発生する。
デジカメ写真と同様、特定のカラーチャンネルにおいて許容される値の範囲を外れると色つぶれが発生する。

## References
- What is white or black "clipping", and how does one avoid it? (2011, September 23)
- Understanding Digital Camera Histograms: Tones and Contrast